# Sapajus robustus
Sapajus robustus är en art i underfamiljen kapuciner som förekommer i Sydamerika. Populationen listades en längre tid som underart till Sapajus nigritus (synonym Cebus nigritus) och sedan 2001 godkänns den som art.

## Utseende
Håren på huvudets topp är långa och bildar en krona som liknar en kon. Pälsen har en brun grundfärg med variationer till rödbrun och svartbrun. Arten når en kroppslängd (huvud och bål) av 41 till 56 cm, en svanslängd av cirka 43 cm och en vikt av ungefär 5 kg.

## Utbredning
Utbredningsområdet ligger i östra Brasilien i delstaterna Minas Gerais, Bahia och Espírito Santo. Den norra gränsen ligger i kommunen Jequitinhonha och den södra gränsen vid Rio Doce. Arten lever i låglandet och i låga bergstrakter upp till 840 meter över havet. Den vistas i fuktiga och torra delar av Atlantskogen.

## Ekologi
Denna kapucinapa är allätare och har främst frukter, frön, leddjur, grodor, ungfåglar och små däggdjur som föda. Ibland kompletteras födan med blommor och blad. Individerna lever i flockar där det finns en hierarki bland exemplar av honkön respektive av hankön. Alfahanen är högre rankad än den dominantaste honan. Flockarna har vanligen 12 till 27 medlemmar och reviret är nästan 150 hektar stort. Vid en studie från 2010 lämnade flera individer en flock och andra integrerades. Ytterligare undersökningar behövs för att säkerställa att beteendet är typiskt för arten.
Individerna lever 15 till 25 år i naturen och upp till 40 år i fångenskap.

## Hot
Beståndet hotas av skogarnas omvandling till jordbruksmark, samhällen och trafiksträckor. Flera exemplar jagas för köttets skull eller de dör vid trafikolyckor. IUCN befarar att hela populationen minskar med 50 procent under de följande 48 åren (tre generationer, räknad från 2015) och listar Sapajus robustus som starkt hotad (EN).